# Vlado Georgiev
Vladimir "Vlado" Georgiev (Dubrovnik, 6. lipnja 1976.) srpski je pop pjevač i producent.

## Životopis
Rođen je u Dubrovniku 1976. godine, a odrastao u Herceg Novom. Majka mu je iz Sarajeva, a otac iz Dimitrovgrada u južnoj Srbiji.  
Georgiev od sredine 1990-ih živi u Beogradu. Gimnaziju je završio kao izvanredni student. Vladu i njegova deset godina starijeg brata Sašu roditeljli su odgojili u skladu s tradicionalnim vrijednostima. Nisu bili sretni što je Vlado odabrao glazbu, ali željeli su da obavlja sigurniji posao. Prije pjevanja želio je postati jazz glazbenik. Neko je vrijeme svirao harmoniku, sintisajzer i klavir. Devedesetih se pjevač preselio u Beograd. Jedno je vrijeme živio s izbjeglicama u hotelu Turist u Sarajevskoj ulici, koji je bio jedan od najjeftinijih smještaja u glavnom gradu.[nedostaje izvor]
Vlasnik je glazbenog studija Barba koji se nalazi u Beogradu. Od rujna 2011. do siječnja 2013. bio je član žirija u glazbenom natjecanju Prvi glas Srbije na Prvoj srpskoj televiziji.
U studenom 2020. zabranjen mu je ulazak u Crnu Goru tijekom nemira u zemlji zbog "razloga nacionalne, odnosno unutarnje sigurnosti ili javnog zdravlja". Zabrana je ukinuta u siječnju 2021. nakon promjene vlasti u Crnoj Gori.

## Albumi
- Navika, 2001., Goraton
- Žena bez imena, 2003., Goraton
- Daljina, 2013., Barba Music

## Singlovi
- Draga,[6] duet s Rođom Raičevićem, 1997.
- Ako ikad ostarim,[7] Sunčane Skale, 1998.
- Ne brže od života, duet s MC Niggorom (nekada Montenigers), 2000.
- Tropski bar, duet s Nigorom, 2001.
- Nisam ljubomoran, 2005., VG ART STUDIO
- Do svitanja, 2007., Barba Music
- Hej ti, 2009.
- Tebe žedan, 2017.
- Znam te najbolje, 2018.

## Festivali
- 1997. Sunčane skale, Herceg Novi – Draga
- 1998. Sunčane skale, Herceg Novi – Ako ikad ostarim, pobjednička pesma
- 2001. Zrenjanin – Tropski bar (s Igorom Lazićem – Nigorom Montenigersom)

## Filmografija
- Ono kao ljubav (2010)
- Pevaj, brate! (2012)
- Vojna akademija 2 (2013)
- U potrazi za Dori (2016)